# Emmershausen
Emmershausen ist ein Ortsteil der Gemeinde Weilrod im südhessischen Hochtaunuskreis.

## Geographie
Emmershausen liegt im Weiltal des östlichen Hintertaunus. Das Dorf liegt im Naturpark Taunus. Höchste Erhebungen bei Emmershausen sind der Hardtküppel mit 384 Metern über NN und der Scheid mit 408 Meter über NN.
| Wolfenhausen | Langenbach                                  | Winden   |
| Haintchen    | Kompassrose, die auf Nachbargemeinden zeigt | Gemünden |
| Hasselbach   | Rod an der Weil                             |          |

## Geschichte

### Ortsgeschichte
Die älteste bekannte schriftliche Erwähnung von Emmershausen erfolgte unter dem Namen Heimershusen im Jahr 1326.
Der Ortsname Heimershusen geht auf den Namen eines Grafen im Lahngau im Jahr 779 zurück. Seit 1659 gehörte Emmershausen zu Nassau-Usingen.
Der Ort war Teil des frühen Eisenverarbeitungsquartiers an der Weil: Für das 15. Jahrhundert ist dort eine Waldschmiede als Lehen des Erzbistums Trier nachgewiesen. 1590 entstand ein Hüttenwerk mit Hochofen, das sich Nassau-Oranien und Nassau-Weilburg teilten. 1818 pachtete Anselm Lossen die inzwischen dem Herzogtum Nassau gehörende Hütte zusammen mit mehreren anderen Hüttenstandorten. 1868 verfügte die inzwischen preußische Regierung den Verkauf des nicht mehr wirtschaftlichen Hüttenwerks zum Abbruch.
Hessische Gebietsreform (1970–1977)
Im Zuge der Gebietsreform in Hessen wurde die bis dahin selbständige Gemeinde Emmershausen zum 1. August 1972 kraft Landesgesetz mit den Gemeinden Hasselbach, Niederlauken, Oberlauken und Rod a.d. Weil zur neuen Großgemeinde Weilrod zusammengeschlossen.
Für alle ehemals eigenständigen Gemeinden von Weilrod wurde je ein Ortsbezirk mit Ortsbeirat und Ortsvorsteher nach der Hessischen Gemeindeordnung gebildet.

### Verwaltungsgeschichte im Überblick
Die folgende Liste zeigt die Staaten und Verwaltungseinheiten, denen Emmershausen angehört(e):
- vor 1806: Heiliges Römisches Reich, Grafschaft/Fürstentum Nassau-Usingen, Amt Usingen
- ab 1806: Herzogtum Nassau,[Anm. 2] Amt Usingen
- ab 1849: Herzogtum Nassau, Kreisamt Idstein[Anm. 3]
- ab 1854: Herzogtum Nassau, Amt Usingen
- ab 1867: Königreich Preußen,[Anm. 4] Provinz Hessen-Nassau, Regierungsbezirk Wiesbaden, Obertaunuskreis[Anm. 5]
- ab 1871: Deutsches Reich, Königreich Preußen, Provinz Hessen-Nassau, Regierungsbezirk Wiesbaden, Obertaunuskreis
- ab 1918: Deutsches Reich (Weimarer Republik), Freistaat Preußen, Provinz Hessen-Nassau, Regierungsbezirk Wiesbaden, Obertaunuskreis
- ab 1886: Deutsches Reich, Königreich Preußen, Provinz Hessen-Nassau, Regierungsbezirk Wiesbaden, Kreis Usingen
- ab 1932: Deutsches Reich, Königreich Preußen, Provinz Hessen-Nassau, Regierungsbezirk Wiesbaden, Obertaunuskreis
- ab 1933: Deutsches Reich, Königreich Preußen, Provinz Hessen-Nassau, Regierungsbezirk Wiesbaden, Landkreis Usingen
- ab 1944: Deutsches Reich, Freistaat Preußen, Provinz Nassau, Landkreis Usingen
- ab 1945: Amerikanische Besatzungszone,[Anm. 6] Groß-Hessen, Regierungsbezirk Wiesbaden, Landkreis Usingen
- ab 1946: Amerikanische Besatzungszone, Land Hessen, Regierungsbezirk Wiesbaden, Landkreis Usingen
- ab 1949: Bundesrepublik Deutschland, Land Hessen, Regierungsbezirk Wiesbaden, Landkreis Usingen
- ab 1968: Bundesrepublik Deutschland, Land Hessen, Regierungsbezirk Darmstadt, Landkreis Usingen
- ab 1972: Bundesrepublik Deutschland, Land Hessen, Regierungsbezirk Darmstadt, Hochtaunuskreis, Gemeinde Weilrod[Anm. 7]

## Bevölkerung

### Einwohnerstruktur 2011
Nach den Erhebungen des Zensus 2011 lebten am Stichtag, dem 9. Mai 2011, in Emmershausen 435 Einwohner. Darunter waren 15 (3,4 %) Ausländer.
Nach dem Lebensalter waren 69 Einwohner unter 18 Jahren, 162 zwischen 18 und 49, 39 zwischen 50 und 64 und 42 Einwohner waren älter. Die Einwohner lebten in 192 Haushalten. Davon waren 51 Singlehaushalte, 69 Paare ohne Kinder und 51 Paare mit Kindern, sowie 18 Alleinerziehende und 3 Wohngemeinschaften. In 54 Haushalten lebten ausschließlich Senioren und in 111 Haushaltungen lebten keine Senioren.

### Einwohnerentwicklung
| Emmershausen: Einwohnerzahlen von 1834 bis 2020 | Emmershausen: Einwohnerzahlen von 1834 bis 2020 | Emmershausen: Einwohnerzahlen von 1834 bis 2020 | Emmershausen: Einwohnerzahlen von 1834 bis 2020 | Emmershausen: Einwohnerzahlen von 1834 bis 2020 |
| --- | ----------------------------------------------- | ----------------------------------------------- | ----------------------------------------------- | ----------------------------------------------- |
| Jahr |                                                 |                                                 |                                                 | Einwohner                                       |
| 1834 | 1834                                            |                                                 | 279                                             | 279                                             |
| 1840 | 1840                                            |                                                 | 324                                             | 324                                             |
| 1846 | 1846                                            |                                                 | 350                                             | 350                                             |
| 1852 | 1852                                            |                                                 | 340                                             | 340                                             |
| 1858 | 1858                                            |                                                 | 347                                             | 347                                             |
| 1864 | 1864                                            |                                                 | 343                                             | 343                                             |
| 1871 | 1871                                            |                                                 | 320                                             | 320                                             |
| 1875 | 1875                                            |                                                 | 313                                             | 313                                             |
| 1885 | 1885                                            |                                                 | 303                                             | 303                                             |
| 1895 | 1895                                            |                                                 | 322                                             | 322                                             |
| 1905 | 1905                                            |                                                 | 297                                             | 297                                             |
| 1910 | 1910                                            |                                                 | 320                                             | 320                                             |
| 1925 | 1925                                            |                                                 | 333                                             | 333                                             |
| 1939 | 1939                                            |                                                 | 316                                             | 316                                             |
| 1946 | 1946                                            |                                                 | 435                                             | 435                                             |
| 1950 | 1950                                            |                                                 | 440                                             | 440                                             |
| 1956 | 1956                                            |                                                 | 414                                             | 414                                             |
| 1961 | 1961                                            |                                                 | 401                                             | 401                                             |
| 1967 | 1967                                            |                                                 | 450                                             | 450                                             |
| 1970 | 1970                                            |                                                 | 422                                             | 422                                             |
| 1980 | 1980                                            |                                                 | ?                                               | ?                                               |
| 1990 | 1990                                            |                                                 | ?                                               | ?                                               |
| 1999 | 1999                                            |                                                 | 669                                             | 669                                             |
| 2007 | 2007                                            |                                                 | 482                                             | 482                                             |
| 2011 | 2011                                            |                                                 | 435                                             | 435                                             |
| 2015 | 2015                                            |                                                 | 461                                             | 461                                             |
| 2020 | 2020                                            |                                                 | 492                                             | 492                                             |
| Datenquelle: Historisches Gemeindeverzeichnis für Hessen: Die Bevölkerung der Gemeinden 1834 bis 1967. Wiesbaden: Hessisches Statistisches Landesamt, 1968. Weitere Quellen: LAGIS; Gemeinde Weilrod; Zensus 2011 |                                                 |                                                 |                                                 |                                                 |

### Historische Religionszugehörigkeit
| • 1885: | 303 evangelische (= 100 %) Einwohner                               |
| • 1961: | 351 evangelische (= 87,53 %), 43 katholische (= 10,72 %) Einwohner |

## Politik

### Ortsbeirat
Für Emmershausen besteht ein Ortsbezirk (Gebiete der ehemaligen Gemeinde Emmershausen) mit Ortsbeirat und Ortsvorsteher nach der Hessischen Gemeindeordnung.
Der Ortsbeirat besteht aus fünf Mitgliedern. Bei den Kommunalwahlen in Hessen 2021 betrug die Wahlbeteiligung zum Ortsbeirat 63,16 %. Dabei wurden gewählt: ein Mitglied von Bündnis 90/Die Grünen und vier Mitglieder der „Freien Wählergemeinschaft“ (FWG). Der Ortsbeirat wählte Timmy Müller (FWB) zum Ortsvorsteher.

## Wappen
Das Wappen basiert auf einem Ortssiegel aus dem 19. Jahrhundert. Es symbolisiert eine Eisenfabrik, die die Grafen von Nassau 1590 hier an die Stelle einer alten Schmiede gebaut hatten. Die neue Fabrik war bis in das 19. Jahrhundert von großer Wichtigkeit für die Region.

## Sehenswürdigkeiten

### Evangelische Kirche

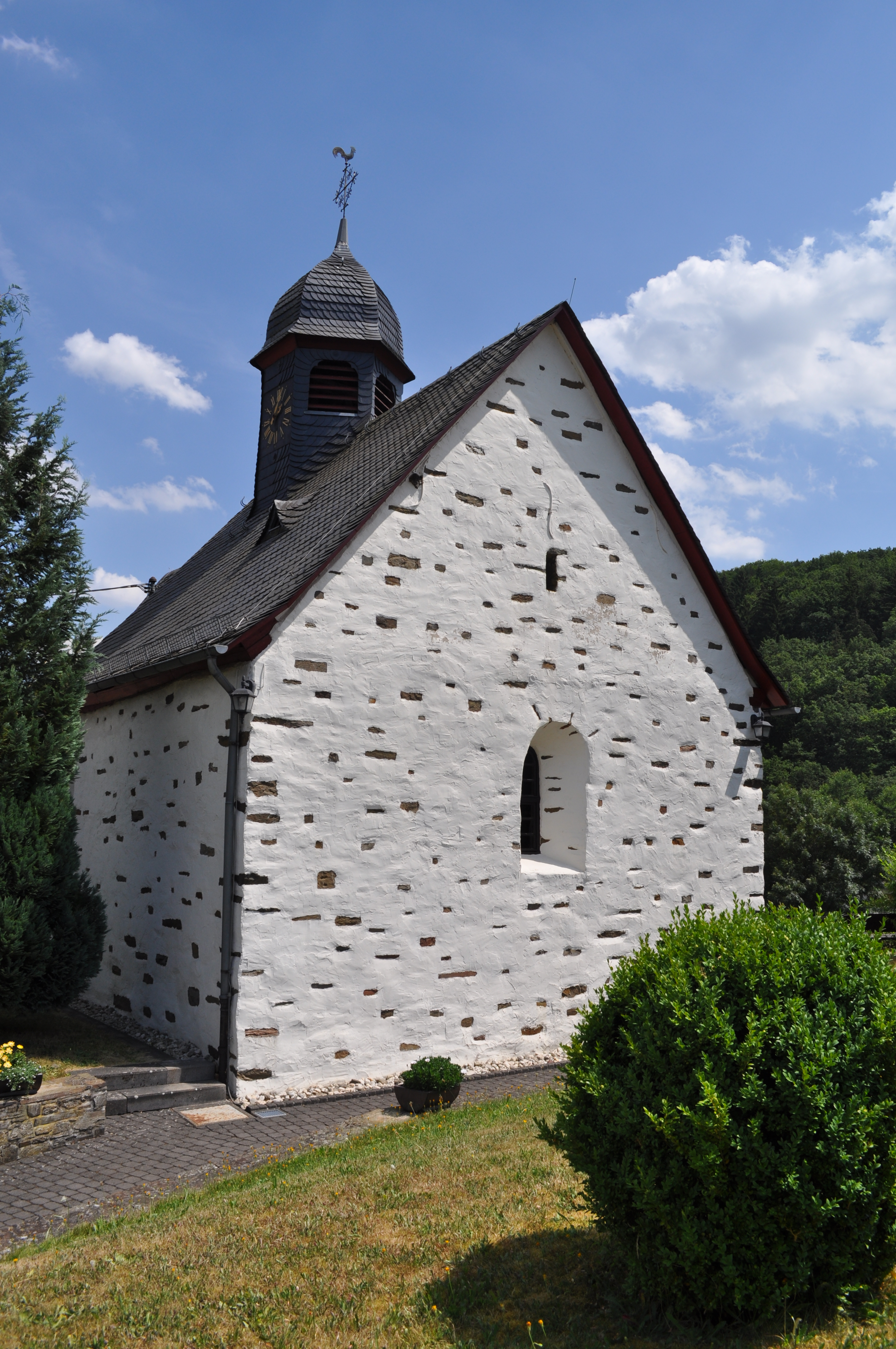
Kirche von Emmershausen

Grundlage der Kirche war ein befestigtes Haus der Grafen von Diez aus dem Anfang des 13. Jahrhunderts. Anfang des 14. Jahrhunderts wurde das Haus durch die Grafen von Nassau zerstört. Die dazugehörige Burgkapelle, die offenbar auf Burg Emmershausen zurückzuführen ist, blieb jedoch bestehen. Mit der Einführung der Reformation wurde die Kapelle evangelisch. Die Kapelle wurde später nicht mehr genutzt und spätestens ab 1910 wurde über einen Abriss diskutiert. 1951 wurde die Kirche aber durch die Dorfgemeinde saniert. Die Evangelische Kirchengemeinde Emmershausen wurde 1953 selbstständig.
Die Bögen über den Fenstern lassen den romanischen Ursprung erkennen. Die Kirche besitzt ein rechteckiges Schiff und einen quadratischen Chorraum. Der Kanzelkorb stammt von 1608.

### Backhaus

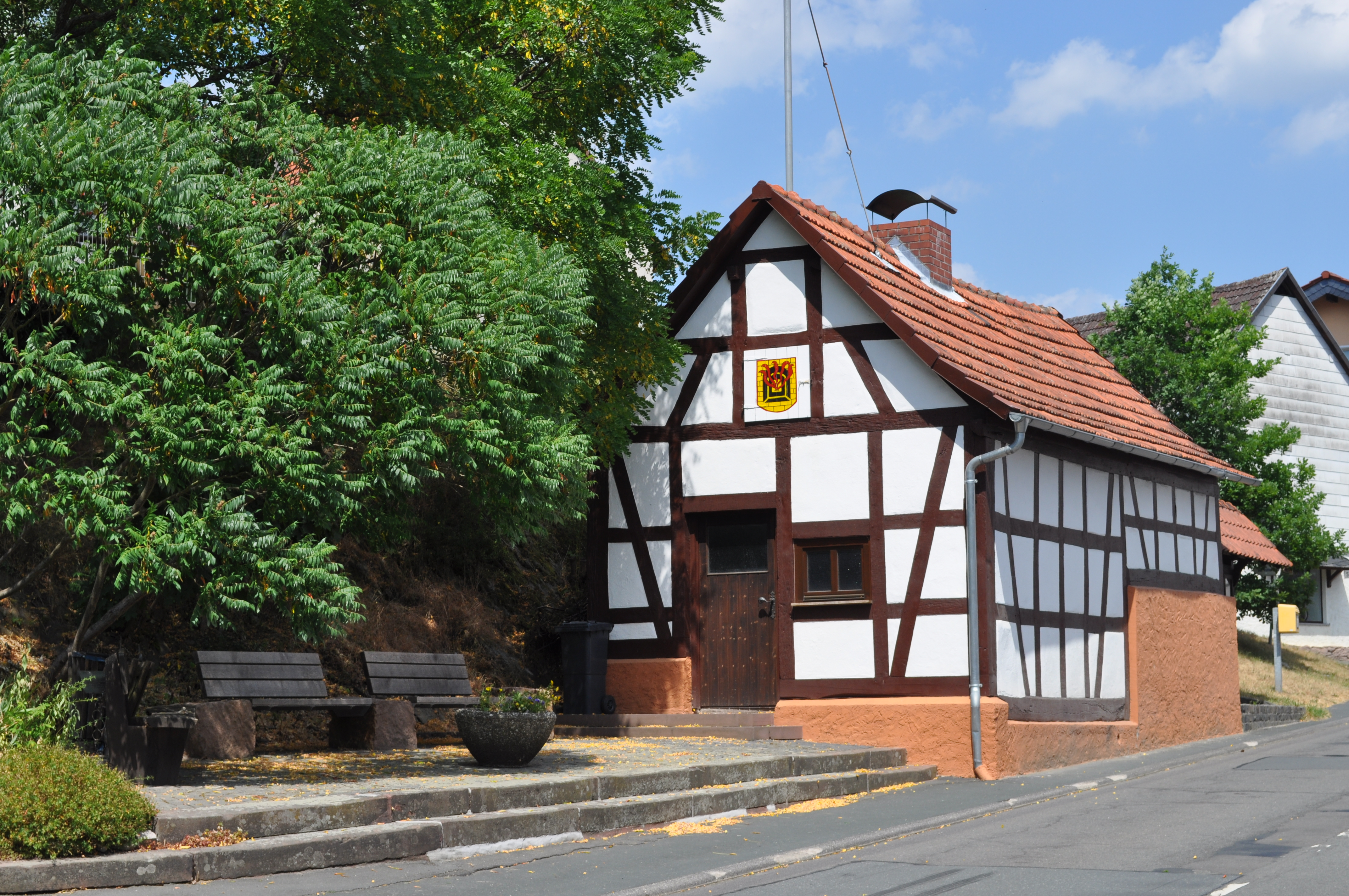
Backes

Von den ursprünglich zwei Backhäusern des Ortes ist nur noch eines erhalten. Nachdem die Nutzung der Backhäuser stark zurückgegangen war, wurde eines der Backhäuser bereits nach dem Zweiten Weltkrieg abgerissen. Das heutige „Backes“ wurde ebenfalls kaum genutzt und verfiel im Laufe der Zeit. 1987 wurde das Haus durch die Freiwillige Feuerwehr renoviert. Die Materialkosten von 1.500 DM wurden durch den Verkauf einer alten Viehwaage gedeckt. Im Rahmen der Dorferneuerung 2010 wurde das Backhaus und der Vorplatz erneut saniert. Heute wird im Rahmen des Backesfestes nach traditioneller Art im Backhaus für die Dorfgemeinschaft gebacken.

### Emmershäuser Mühle
Am Rand von Emmershausen befindet sich ein Gebäudekomplex mit wechselhafter Nutzung: Die Emmershäuser Mühle. Als Mühle wird sie 1565 erstmals urkundlich erwähnt. Basis des Mühlenbetriebs ist das früher aufgestaute Wasser der Weil. Der Mühlbetrieb endete nach dem Ersten Weltkrieg als die Gewerkschaft IG Bau-Steine-Erden die Gebäude und die dazugehörigen landwirtschaftlichen Flächen erwarb und das Anwesen zu einem Schulungs- und Erholungszentrum umbaute. Das Schulungszentrum wurde nicht nur von der Gewerkschaft genutzt. Insbesondere die gewerkschaftseigene Bank für Gemeinwirtschaft führte hier ihre Mitarbeiterschulungen durch, bis sie in den 1980er Jahren ihr eigenes Schulungszentrum in Oberursel (Taunus) errichtete. In den neunziger Jahren wurde der Komplex als Auffanglager für Spätaussiedler und später für Asylbewerber genutzt. Heute sind die Gebäude heruntergekommen und stehen leer.

### Emmershäuser Hütte
Die Emmershäuser Hütte war eine Eisenhütte, die seit der frühen Neuzeit bekannt ist. 1403 kaufte Henne von Hattstein die Hälfte der Waldschmiede zu Emmershausen von Diel Winter von Büdesheim und verpachtete sie ein Jahr später an den Waldschmied Künkel aus Heimstein. Am 11. November 1588 für die Schmiede zu Emmershausen an Peter und Henrich Sorg(e) verliehen. 1590 errichtete Henrich Sorg dort einen Hochofen. In den Wirren des Dreißigjährigen Krieges verfiel die Anlage. 1664 verkaufte Hattstein die Anlage an Graf Walrad. 1707 wurde Melchior Bäppler aus Lützelinden Platzmeister. Seine Nachfahren standen auch in den nächsten Jahrzehnten an der Spitze der Hütte. 1807/08 erbaute man einen neuen Hochofen. 1818 pachtete Anselm Lossen die Hütte. Nach dem Tod von Anselm Lossen übernahm sein Sohn Joseph Lossen 1821 die Emmershäuser Hütte. 1867 wurde der Betrieb eingestellt.

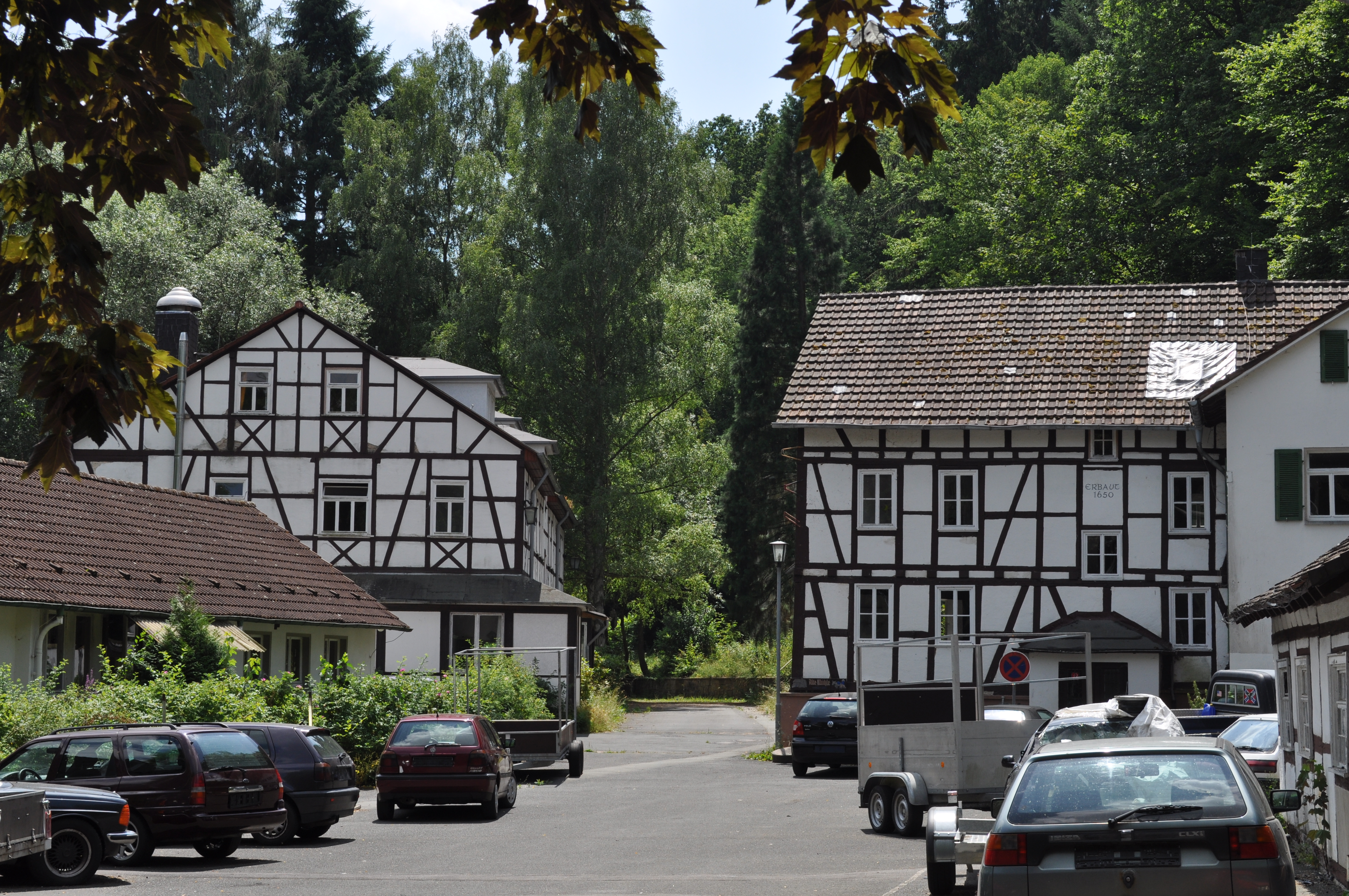
Emmershäuser Mühle (Eingang)
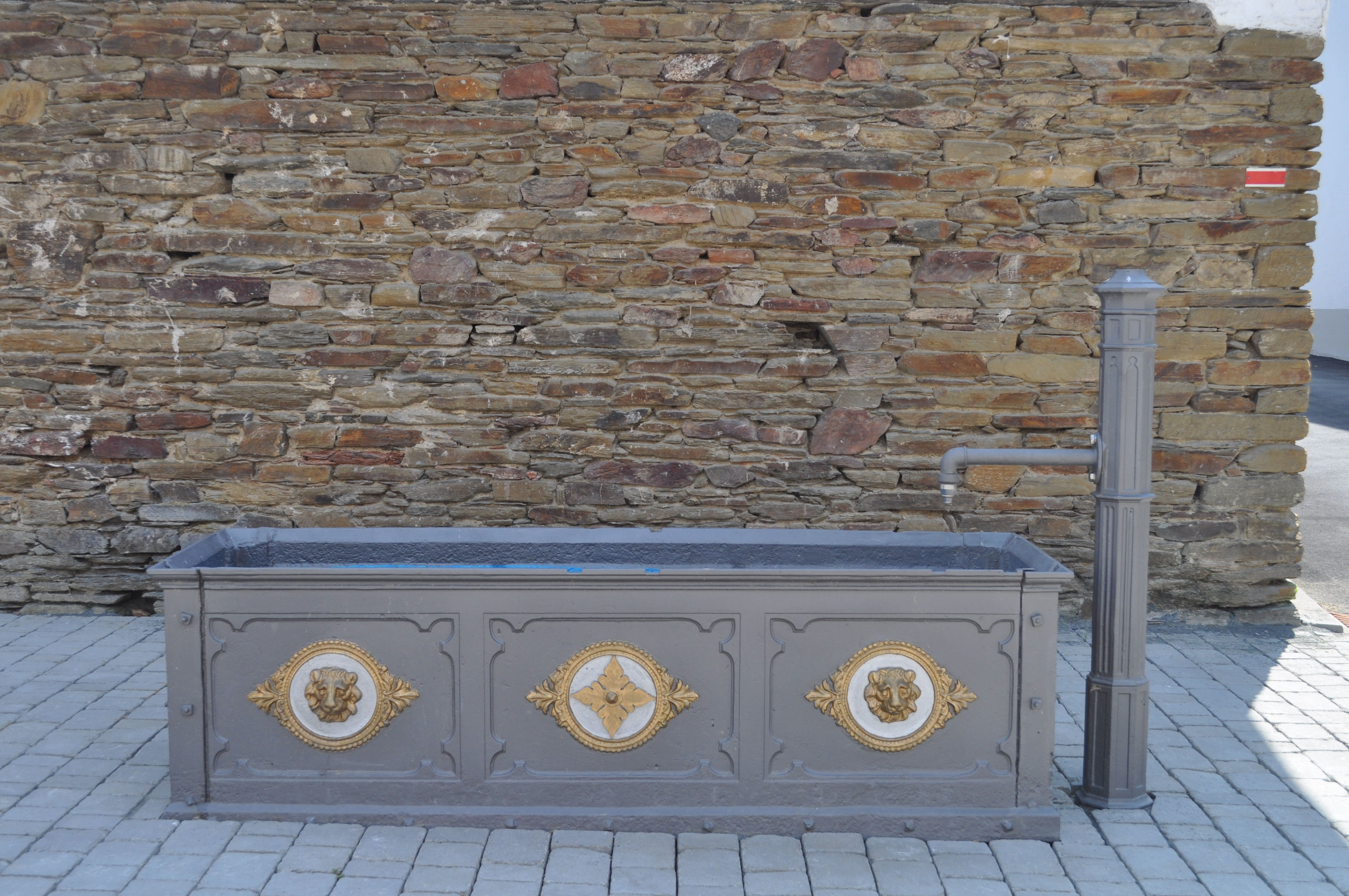
Brunnen
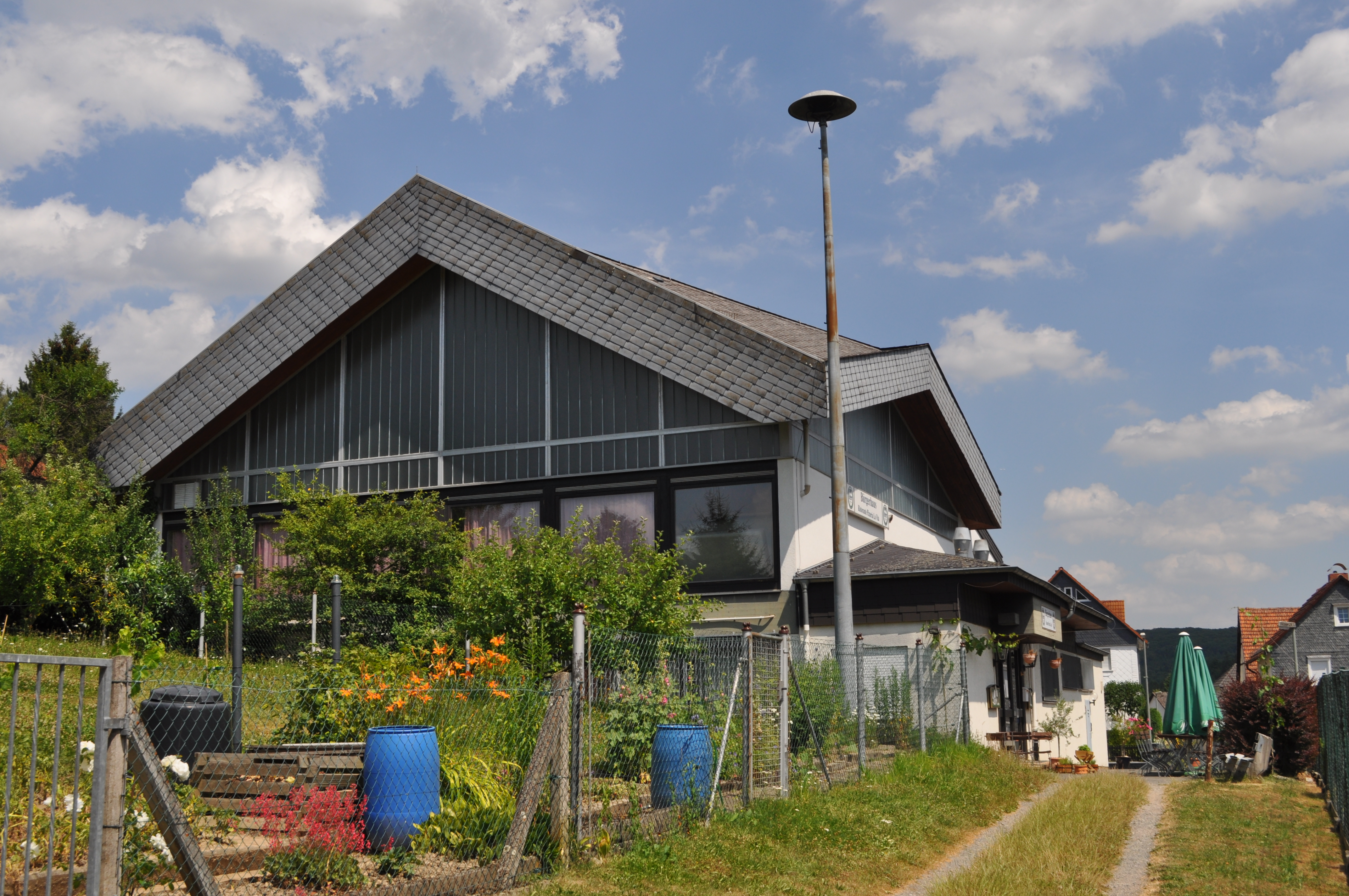
Bürgerhaus, Rückseite
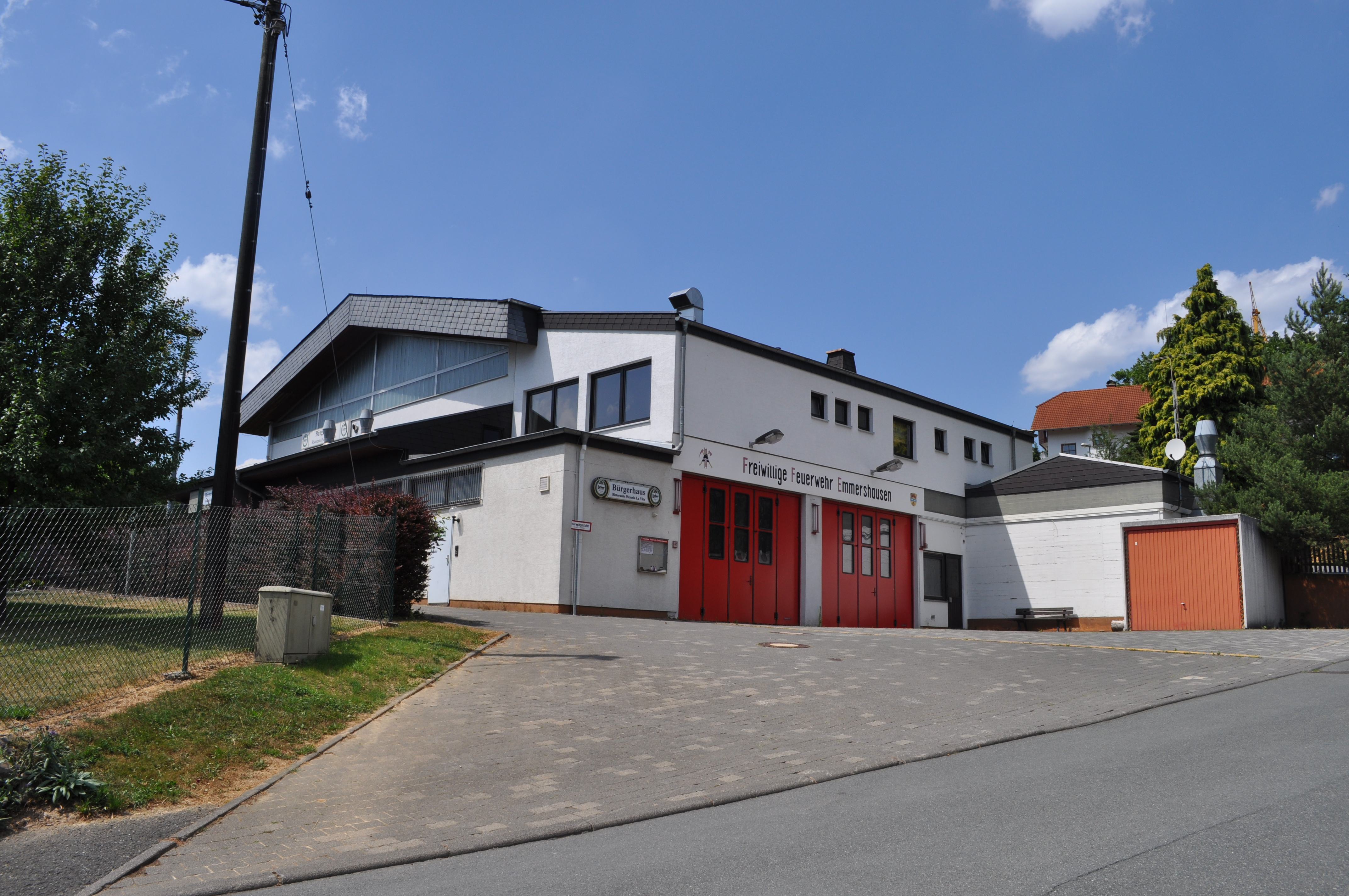
Feuerwehrhaus

## Persönlichkeiten
Söhne und Töchter von Emmershausen 
- Max Lossen (1842–1898), deutscher Historiker und Gründer von Studentenverbindungen